# Friedrich Hartjenstein
Friedrich Hartjenstein dit Fritz Hartjenstein est un criminel de guerre nazi, né le 3 juillet 1905 à Peine (Empire allemand) et mort le 20 octobre 1954 à Paris. Il a été condamné à mort à plusieurs reprises pour les crimes commis lorsqu'il était Obersturmbannführer (lieutenant-colonel) de la SS.

## Biographie
Fritz Hartjenstein rentre dans la Reichswehr au sein du 17e régiment d'infanterie de Braunschweig, le 15 décembre 1926. Il suit un stage de sous-officier à Celle. De 1926 à 1934, il est régulièrement promu jusqu'au grade d'adjudant. En 1934, il est muté au 18e bataillon d'instruction d'Iserlhon. Fin 1938, il est promu sous-lieutenant, avec effet rétroactif au 1er juillet 1930.
Il intègre la Waffen-SS comme instructeur le 5 janvier 1939, avec le grade de Untersturmführer. Le 1er septembre 1939, il est affecté au 2e régiment de la 3e division SS Totenkopf avec lequel il combat en France et sur le front de l'Est. Il est décoré de la croix de fer (1re et 2e classe). Début 1943, il est muté disciplinairement à l'Amstgruppe D (camps de concentration) du WVHA, pour avoir refusé de tenir une position de 5 kilomètres « avec [s]on bataillon réduit alors à 117 hommes ».
En 1943, il est nommé chef du bataillon de garde du camp d'Auschwitz puis assure le commandement d'Auschwitz-Birkenau en attendant la prise de commandement de Josef Kramer en mai 1944. Toujours en mai, il prend le commandement du camp de concentration de Natzweiler. Le 22 novembre, il s'installe à Guttenbach, nouveau siège de la kommandantur du KL Natzweiler. Puis il est transféré au camp de Flossenbürg, toujours à la fonction de commandant[réf. nécessaire]. Fin janvier 1945, Hartjenstein est muté à l'école de défense antichars et de canons d'assaut de Jannowitz. En mai 1945, lors de la débâcle, il est fait prisonnier, avec les élèves de l'école, par les hommes de la 1re armée américaine. Il est interné à Klattau, puis à Landshut. À la mi-mai 1946, il est remis aux forces anglaises et interné à Recklinghausen.
Hartjenstein doit alors répondre de ses crimes lors de plusieurs procès. Il est condamné à la prison à perpétuité le 1er juin 1946 à Wuppertal pour l'exécution, au camp de Natzweiler, de quatre femmes appartenant au Special Operations Executive  . Il est de nouveau jugé par la justice anglaise pour la pendaison d'un prisonnier de guerre, Frederick Harold Habgood, sergent bombardier de la Royal Air Force. Il est condamné à mort au peloton d'exécution le 5 juin de la même année. Il est extradé en France pour y être jugé des crimes commis au camp de Natzweiler. Il est à nouveau condamné à mort, le 2 juillet 1954, par le Tribunal permanent des forces armées de Metz . 
Atteint d'un cancer de la vessie et dans l'attente d'un jugement en appel, il est transféré, le 25 septembre de la même année, à l'infirmerie de la prison de Fresnes. En phase terminale de sa maladie, il est mis en liberté provisoire le 20 octobre 1954. Il meurt le jour même d'un arrêt cardiaque[réf. nécessaire], à la clinique Saint-Jean-de-Dieu à Paris, où il venait d'être admis.